# Eriogonum contortum
Eriogonum contortum är en slideväxtart som beskrevs av John Kunkel Small. Eriogonum contortum ingår i släktet Eriogonum och familjen slideväxter. Inga underarter finns listade i Catalogue of Life.